# Tyrrell 012
Tyrrell 012 je závodní vůz Formule 1, který navrhl Maurice Philippe pro tým Tyrrell.
Ve druhé polovině 70. let zažila formule 1 nástup turbo motorů. Zpočátku tohoto období se vozy poháněné těmito motory potýkaly se značnou nespolehlivostí a často jejich snaha v závodě končila explozí pohonné jednotky. Postupným vývojem se podařilo motory stabilizovat a konečném výsledku měly převahu okolo 200 bhp nad motory atmosférickými. Ovšem cena těchto motoru byla nad možnosti některých týmu a ty byly odkázány na zastaralý Cosworth V8. Ve snaze vyrovnat se týmům s motory používající turbodmychadlo, vznikala řada nekonvenčních a často sporných řešení. Jedním z posledních týmů používající klasický motor Cosworth byl Tyrrell se svým vozem Tyrrell 012 z konce roku 1983.

## Popis
V polovině roku 1983 představil Ken Tyrrell nový model svého vozu označený jako 012. Byl to jeden z posledních vozů, který používal atmosférické motory Cosworts DFV. Nejlepším výsledkem tohoto vozu je 2. místo v Detroitu v roce 1984. Posléze bylo odhaleno podvodné počínání týmu, který se snažil obohacovat palivo uhlovodíkem. Všechny body, které tým nasbíral v roce 1984 mu byly odebrány. Vůz se představil i v úvodních Grand Prix sezóny 1985 a poté byl nahrazen modelem 014, který měl již turbo motory.
Se zákazem pohyblivých bočních těsnicích lišt, v úvodu sezony, nemusel Maurice Phillippe řešit komplikované šasi a bočnice. Přišel s velmi minimalistickým designem, který nesl částečně podobu vozu Brabham BT52 z pera Gorgona Murraye. Těžiště vozu se posunulo více k předku vozu a po vzoru Brabham vznikl zřetelný šípovitý tvar. Aby se snížila hmotnost vozu, šasi bylo vyrobeno z kompozitních uhlíkových vláken, která byla použita i pro hliníkový voštinový monokok a obě přítlačná křídla. Motor Cosworth DFY, byl přišroubován přímo k monokoku a byl prakticky sevřený chladiči. Motor s krátkým zdvihem produkoval výkon okolo 500 bhp, přesto to bylo o 200 bhp méně než u motoru BMW, Ferrari nebo Renault

### Sezóna 1983
Do sezóny 1983 vstoupil Tyrrell s dva roky starým vozem Tyrrell 011 a i přes určité problémy dokázal s tímto vozem Michele Alboreto zvítězit v Grand Prix USA.
Nový vůz Tyrrell 012 byl poprvé nasazen až do 11. závodu sezóny v rakouském Österreichringu, zatím jen jeden pro Michele Alboreta, Danny Sullivan startoval se starým vozem 011. Alboreto se kvalifikoval na 18. místě, v závodě se udržel až do 8. kola, kde kolidoval se Stefanem Johansonem. První verze vozu, se kterou Alboreto startoval v Rakousku měla poněkud zvláštní zadní spoiler ve tvaru šípu směřujícího vzad.Pro druhý závod v nizozemském Zandvoortu, kde byl vůz opět jen pro Alboreta, se tým rozhodl pro běžné přítlačné křídlo. Alboreto startoval z 18 pozice a v závodě dokázal bodovat šestým místem, byl to mimochodem jediný bod který tento vůz v roce 1983 vybojoval. Ve zbývajících závodech sezóny se tým potýkal s technickými problémy a nejblíže bodům byl Danny Sullivan v Jihoafrické republice, když dojel sedmý.

## Technická data
- Motor: Ford Cosworth DFY
  - V8 90°
  - Objem: 2991 cc
  - Vrtání 90 mm
  - Zdvih 58,8 mm
  - Vstřikování Lucas
  - Palivový systém Lucas
  - Palivo Valvoline
  - Výkon: 530 kW/11 600 otáček
  - Točívý moment 395 Nm/9600 otáčkách
- Šasi hliníkovo karbonový monokok
- Rozvor 2642 mm
- Rozchod (přední) 1727 mm
- Rozchod (zadní) 1473 mm
- Převodovka: Hewland FGA 5stupňová.
- Palivo Valvoline, Elf (1985)
- Brzdy: Lockheed
- Tlumiče Koni
- Pneumatiky: Goodyear
- Hmotnost 540 kg

## Sponzoři
Benetton (1983),  Champion (1983, 1985),  Courtaulds (1983, 1985),  Goodyear (1983–1985),  Sisley (1983),  De Longhi (1984–1985),  Dow (1984), Maredo (1984–1985), Systime (1984–1985),  Elf (1985),  Laskys (1985), Porchester Group (1985),  Renault (1985) a  Vivitar (1985).

## Kompletní výsledky ve formuli 1
| Legenda k tabulce | Legenda k tabulce                                                                       |
| Barva             | Výsledek                                                                                |
| ----------------- | --------------------------------------------------------------------------------------- |
| Zlatá             | Vítěz                                                                                   |
| Stříbrná          | 2. místo                                                                                |
| Bronzová          | 3. místo                                                                                |
| Zelená            | Bodované umístění                                                                       |
| Modrá             | Nebodované umístění                                                                     |
| Modrá             | Dokončil neklasifikován (NC)                                                            |
| Fialová           | Odstoupil (Ret)                                                                         |
| Červená           | Nekvalifikoval se (DNQ)                                                                 |
| Červená           | Nepředkvalifikoval se (DNPQ)                                                            |
| Černá             | Diskvalifikován (DSQ)                                                                   |
| Bílá              | Nestartoval (DNS)                                                                       |
| Bílá              | Závod zrušen (C)                                                                        |
| Světle modrá      | Pouze trénoval (PO)                                                                     |
| Světle modrá      | Páteční testovací jezdec (TD)                                                           |
| Bez barvy         | Netrénoval (DNP)                                                                        |
| Bez barvy         | Vyřazen (EX)                                                                            |
| Bez barvy         | Nepřijel (DNA)                                                                          |
| Bez barvy         | Odvolal účast (WD)                                                                      |
| Bez barvy         | Nezúčastnil se (prázdné)                                                                |
| Označení          | Význam                                                                                  |
| Tučnost           | Pole position                                                                           |
| Kurzíva           | Nejrychlejší kolo                                                                       |
| †                 | Jezdec nedojel do cíle, ale byl klasifikován, protože odjel více než 90 % délky závodu. |
| ‡                 | Byl udělován poloviční počet bodů, protože bylo odjeto méně než 75 % délky závodu.      |
| Horní index       | Umístění bodujících jezdců ve sprintu                                                   |

| Rok  | Šasi        | Motor   | Pneu | Jezdci           | 1   | 2   | 3   | 4   | 5   | 6   | 7   | 8   | 9   | 10  | 11  | 12  | 13  | 14  | 15  | 16  | 17 | Body | Pořadí |
| ---- | ----------- | ------- | ---- | ---------------- | --- | --- | --- | --- | --- | --- | --- | --- | --- | --- | --- | --- | --- | --- | --- | --- | -- | ---- | ------ |
| 1983 | Tyrrell 012 | Ford V8 | G    |                  | BRA | USW | FRA | SMR | MON | BEL | USE | CAN | GBR | GER | AUT | NED | ITA | EUR | RSA |     |    | 12   | 7.     |
| 1983 | Tyrrell 012 | Ford V8 | G    | Danny Sullivan   |     |     |     |     |     |     |     |     |     |     |     |     |     | Ret | 7   |     |    | 12   | 7.     |
| 1983 | Tyrrell 012 | Ford V8 | G    | Michele Alboreto |     |     |     |     |     |     |     |     |     |     | Ret | 6   | Ret | Ret | Ret |     |    | 12   | 7.     |
| 1984 | Tyrrell 012 | Ford V8 | G    |                  | BRA | RSA | BEL | SMR | FRA | MON | CAN | USE | USA | GBR | GER | AUT | NED | ITA | EUR | POR |    | 0    | DSQ    |
| 1984 | Tyrrell 012 | Ford V8 | G    | Martin Brundle   | DSQ | DSQ | DSQ | DSQ | DSQ | DNQ | DSQ | DSQ | DNQ |     |     |     |     |     |     |     |    | 0    | DSQ    |
| 1984 | Tyrrell 012 | Ford V8 | G    | Stefan Johansson |     |     |     |     |     |     |     |     |     | DSQ | DSQ | DNQ | DSQ | EX  | EX  | EX  |    | 0    | DSQ    |
| 1984 | Tyrrell 012 | Ford V8 | G    | Stefan Bellof    | DSQ | DSQ | DSQ | DSQ | DSQ | DSQ | DSQ | DSQ | DSQ | DSQ |     | DSQ | DSQ | EX  | EX  | EX  |    | 0    | DSQ    |
| 1984 | Tyrrell 012 | Ford V8 | G    | Mike Thackwell   |     |     |     |     |     |     |     |     |     |     | DNQ |     |     |     |     |     |    | 0    | DSQ    |
| 1985 | Tyrrell 012 | Ford V8 | G    |                  | BRA | POR | SMA | MON | KAN | USA | FRA | GB  | NĚM | RAK | HOL | ITA | BEL | EUR | JAR | AUS |    | 7    | 9.     |
| 1985 | Tyrrell 012 | Ford V8 | G    | Martin Brundle   | 8   | Ret | 9   | 10  | 12  | Ret |     |     | 10  | DNQ |     |     |     |     |     |     |    | 7    | 9.     |
| 1985 | Tyrrell 012 | Ford V8 | G    | Stefan Johansson | 7   |     |     |     |     |     |     |     |     |     |     |     |     |     |     |     |    | 7    | 9.     |
| 1985 | Tyrrell 012 | Ford V8 | G    | Stefan Bellof    |     | 6   | Ret | DNQ | 11  | 4   | 13  | 11  |     |     |     |     |     |     |     |     |    | 7    | 9.     |